# Palazzo Gianfigliazzi
A Palazzo Gianfigliazzi (Lungarno Corsini 2-4. ) egy firenzei palota. Tulajdonképpen két palota összeépítésével alakult ki.

## Lungarno Corsini 2.
A palotát a Ruggerini család építette a 12. században, majd a 15. században került a Gianfigliazzi család tulajdonába. Az 1600-as években Gherardo Silvani tervei alapján átépítették mai formájára. Az évszázadok során a palota többször is gazdát cserélt. 1853-ban a Masetti család birtokába került, akik kibővítették és felújították. Ma a brit konzulátus székhelye.

## Lungarno Corsini 4.
Ebben a palotában lakott az olasz irodalmi nyelv megteremtője, Alessandro Manzoni. Itt írta meg főművét, a Jegyeseket. A 19. század első harmadában Louis Bonaparte tulajdona volt, aki itt is halt meg.

## További információ
- Fajth Tibor: Itália, Athenaeum Nyomda, Budapest, 1980 ISBN 963-243-235-5
- Mueller von der Haegen, Anne: Tuscany: Art and architecture, Könemann, 2005 ISBN 3-8331-1487-8
- Wellner István: Firenze, Panoráma Kiadó, Budapest, 1975 ISBN 963-243-041-7
- Wirtz, Rolf: Firenze, Vince Kiadó, Budapest, 2007 ISBN 963-9552-90-9

## Kapcsolódó szócikk
- Firenze történelmi központja